# Адалард (архиепископ Тура)
Адала́рд (фр. Adalard, Adaland, Adalaude; умер 19 мая 890) — архиепископ Тура (875—890).

## Биография

### Происхождение
Сведения о происхождении Адаларда содержатся в сочинении XII века «Деяния консулов Анжу». Согласно им, родившийся в Орлеане Адалард был членом знатной семьи сеньоров Амбуаза, кроме этого города, владевшей и многими другими поместьями. Имя его родителей в исторических источниках не упоминается, но известно, что братом Адаларда был епископ Анжера Ренон, а племянницей — Аэлинда, жена виконта Орлеана и Анжера Ингельгера. Их близким родственником называют Гуго Аббата, одного из самых влиятельных лиц Западно-Франкского королевства того времени.

### Во главе Турской архиепархии

#### Восшествие на кафедру
Исторические источники ничего не сообщают о жизни Адаларда до того, как он стал преемником в Турском архиепископстве умершего в 874 году Актарда. Предполагается, что король Карл II Лысый назначил Адаларда на вакантную кафедру по ходатайству Гуго Аббата, графа этого города. Интронизация нового архиепископа состоялась 27 марта 875 года.

#### Посещения Тура королём Людовиком II Заикой
В 878 году Тур посетил король Людовик II Заика. Здесь он тяжело заболел и уже прощался с жизнью, однако через несколько дней полностью выздоровел. Своё исцеление король приписал заступничеству святого Мартина Турского, чей монастырь, Сен-Мартен-де-Тур, находился в окрестностях города. В качестве благодарности за такое небесное покровительство монарх щедро одарил Турскую архиепархию, дав ей три хартии (в июне, июле и сентябре) на владение богатыми поместьями и пользование королевскими привилегиями. Во время пребывания в Туре Людовик II по просьбе Гуго Аббата, занятого большим числом государственных дел и не имевшего возможности уделять должного внимания всем своим владениям, назначил 28 июня трёх missi dominici для Турского графства: Теодабра, графа дворца Регенара и архиепископа Адаларда. Сохранился документ, в котором архиепископ в этой должности упоминается как судья в споре о юрисдикции между монастырём Сен-Мартен и архидиаконом Тура..

#### Собор в Труа
В этом же году архиепископ Адалард принял участие в соборе в Труа, совмещённом с проведением государственной ассамблеи Западно-Франкского королевства. На этом собрании присутствовало множество светских и духовных лиц со всей страны. Возглавляли открывшуюся 1 сентября ассамблею король Людовик II и папа римский Иоанн VIII, бежавший из Рима от преследования своих врагов. Здесь папа 7 сентября повторно короновал Людовика, а 14 сентября при поддержке франкских иерархов отлучил от церкви своих главных гонителей, герцога Сполето Ламберта II, маркграфа Тосканы Адальберта I и епископа Порто Формоза.
Во время проведения собора Адалард получил от Иоанна VIII несколько хартий. В одной из них папа римский приказывал всем светским лицам, захватившим земли, принадлежавшие Турской архиепархии, возвратить их и выплатить с этих земель десятину за всё то время, которое они находились в пользовании своих нынешних владельцев. В другом документе Иоанн VIII требовал от бретонских епископов вновь признать своей митрополией Тур, как это было до обретения Бретанью независимости от Франкского государства, однако это повеление папы бретонскими иерархами было проигнорировано.

#### Брак Ингельгера и Аэлинды
В 878 году Адалард и его брат Ренон выдали свою племянницу Аэлинду за виконта Ингельгера. В качестве приданого братья передали зятю все свои личные владения, полученные ими от родителей, включая крепости Амбуаз, Бюзансе и Шатийон. По их просьбе король Людовик II восстановил укрепления Амбуаза, разрушенные во время недавнего нападения норманнов.

#### 879—886 годы
События, происходившие в Турской архиепархии в 879—886 годах, освещены в исторических источниках очень фрагментарно.
Франкские анналы свидетельствуют, что при посещении Тура в 882 году король Людовик III получил то смертельное ранение, от которого он 5 августа скончался в аббатстве Сен-Дени.
Письмо папы римского Иоанна VIII к Гуго Аббату, датированное 28 августа этого же года, сообщает, что архиепископ Руана Жан I, архиепископ Буржа Фротарий и архиепископ Тура Адалард были отлучены им от церкви за поддержание отношений с опальным епископом Остии Формозом. Однако о каких-либо последствиях для отлучённых в хрониках не сообщается, а после скорой смерти Иоанна VIII его преемник, папа Марин I, примирился с Формозом и снял отлучение со всех трёх архиепископов.
12 мая 886 года умер Гуго Аббат. Новым правителем большинства его владений, в том числе, и Тура, стал Эд. По его ходатайству 29 октября этого года император Карл III Толстый выдал дарственную хартию для аббатства Сен-Мартен-де-Тур.

#### Возвращение реликвий святого Мартина в Тур
В 887 году состоялось главное событие понтификата архиепископа Адаларда — в Тур из Осера были возвращены мощи святого Мартина Турского. Это событие подробно описано только в поздних исторических источниках, «Трактате о возвращении святого Мартина» и «Большой Турской хронике», которые, наряду с достоверными фактами, сообщают и множество свидетельств, основанных на преданиях и легендах.
Согласно этим источникам, ещё в 853 году из-за ожидавшегося нападения на Тур норманнов мощи Мартина, святого покровителя города, были перевезены на хранение в Осер, однако, когда угроза миновала, епископы Осера отказались возвратить столь ценные реликвии. Тяжба между двумя епархиями длилась больше 30 лет. Не помогло и обращение Адаларда и его епископов-суффраганов к императору Карлу III Толстому: монарх не захотел поддержать требования Турской архиепархии, постановив, что та за давностью лет потеряла все права на мощи своего святого покровителя.
В результате было решено обратиться за военной помощью к виконту Ингельгеру. Тот, собрав войско своих вассалов, незамедлительно выступил на Осер, а архиепископ Адалард наложил на свою паству недельный пост и ввёл круглосуточные молитвы за успех похода. Войско Ингельгера так быстро дошло до Осера, что прежде чем местный епископ Герифрид был предупреждён о приближении врагов, туреньцы уже без боя вошли в его город. Ингельгер потребовал от епископа Осера отдать мощи святого Мартина, угрожая в случае отказа разорить город. Герифрид сначала не хотел возвращать ценные реликвии, но затем, убеждённый находившимися в городе епископами Отёна и Труа, был вынужден согласиться.
В торжественной обстановке состоялось перенесение мощей Мартина обратно в Тур. «Трактат о возвращении святого Мартина» говорит о многочисленных чудесах, якобы случившихся по пути движения процессии. 13 декабря 887 года состоялась церемония возложения реликвий в базилику монастыря Сен-Мартен-де-Тур. Архиепископ Адалард в память об этом событии учредил ежегодный праздник, который долгое время отмечался в Турской архиепархии.

#### Последние годы
После смерти в 888 году императора Карла III Толстого Адаларад был одним из тех представителей светской и церковной знати, кто поддержал вступление на престол Западно-Франкского королевства Эда. Вместе со своим братом, епископом Анжера Реноном, он присутствовал на коронации нового монарха, состоявшейся 29 февраля в Компьене. Вступив на престол, Эд передал все свои владения, включая Турское графство, брату Роберту, а тот, в свою очередь, поставил управлять городом виконта Аттона I.
Архиепископ Адалард умер 19 мая 890 года. Его преемником на Турской кафедре стал Эберн.